# Oleg Ryakhovskiy
Oleg Anatolevitch Riakhovski (en russe : Олег Анатольевич Ряховский), né le 19 octobre 1933 à Tachkent (RSS d’Ouzbékistan - URSS) et mort le 16 décembre 2023, est un athlète soviétique spécialiste du triple saut, ancien détenteur du record du monde.

## Biographie
Le 28 juillet 1958, à Moscou, Oleg Ryakhovskiy établit un nouveau record du monde du triple saut avec 16,59 m, améliorant de trois centimètres l'ancienne meilleure marque mondiale détenue depuis 1955 par le Brésilien Adhemar da Silva. Il participe aux championnats d'Europe 1958 de Stockholm, où il décroche la médaille d'argent du concours du triple saut avec 16,02 m, s'inclinant finalement face au Polonais Józef Szmidt.
Oleg Riakhovski abandonne ensuite sa carrière sportive et devient professeur à l'Université technique d'État de Moscou-Bauman.

### Palmarès
| Date | Compétition           | Lieu      | Résultat | Performance |
| ---- | --------------------- | --------- | -------- | ----------- |
| 1958 | Championnats d'Europe | Stockholm | 2e       | 16,02 m     |
| 1959 | Universiade           | Turin     | 1er      | 15,74 m     |
| 1961 | Universiade           | Sofia     | 2e       | 15,85 m     |

### Records
| Épreuve     | Performance | Lieu   | Date            |
| ----------- | ----------- | ------ | --------------- |
| Triple saut | 16,59 m     | Moscou | 28 juillet 1958 |